# Ibrahima Diallo (député)
Pour les articles homonymes, voir Diallo et Ibrahima Diallo.
Ibrahima Bory Diallo est un député et homme politique guinéen.
Député uninominal de la circonscription de Koubia de mars 2020 au 5 septembre 2021.

## Parcours Politique
Député uninominal de la commune de Koubia de 2020 en 2021 de la dernier législation de mars 2020. Il est membre de la commission environnement, pêche, développement rural et durable de la 9eme législative de la république de Guinée sous la présidence Alpha Condé.